# Zum Römischen Kaiser (Mainz)

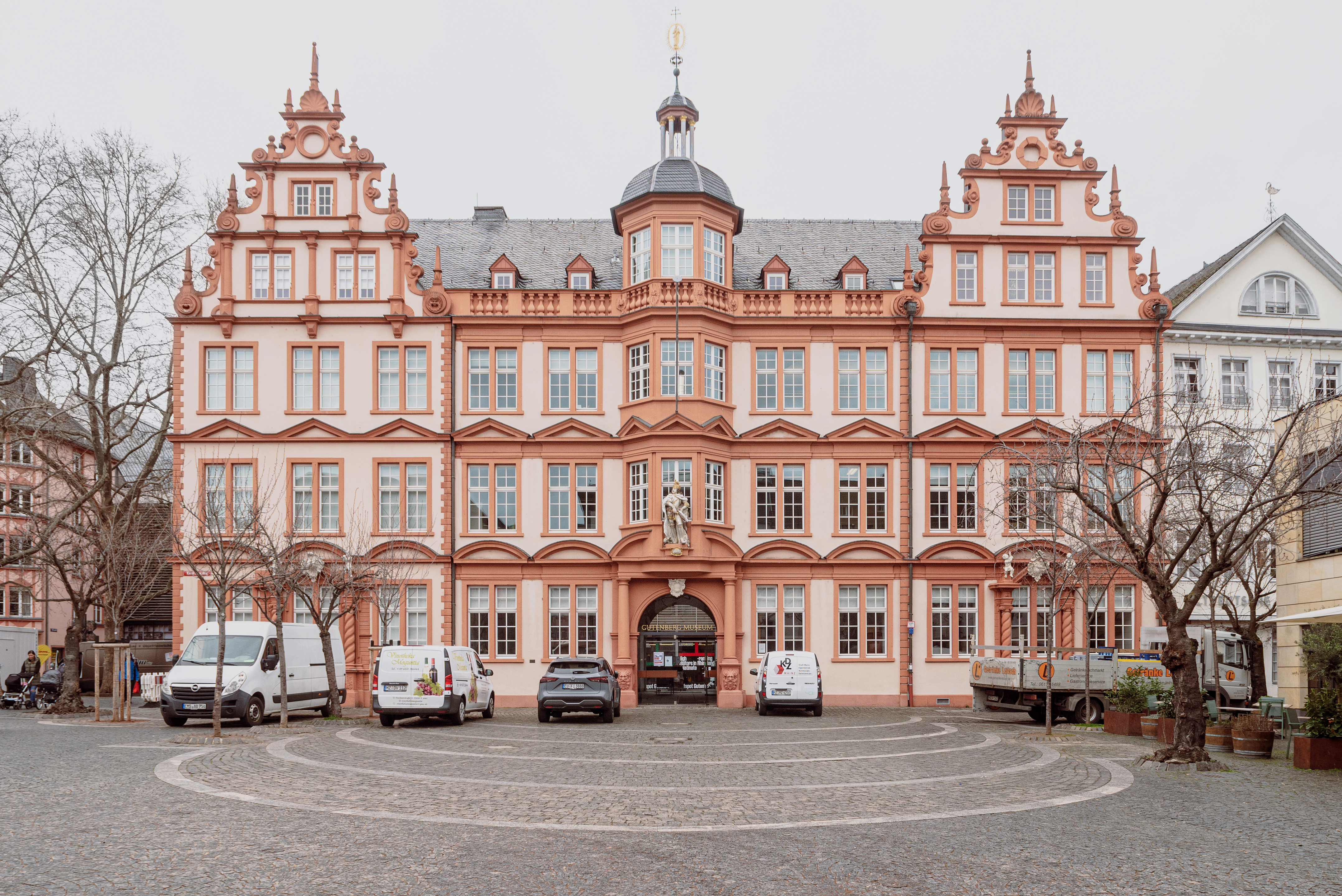
Hauptfassade zum Liebfrauenplatz (2023)

Das Haus Zum Römischen Kaiser (vormals Zum großen und kleinen Löwen, Zum Stern, Zum Marienberg, Zum fröhlichen Mann) ist ein bedeutendes ehemaliges Stadtpalais der Spätrenaissance am Liebfrauenplatz in der Altstadt von Mainz. Es war der erste größere Neubau im durch den Dreißigjährigen Krieg zerstörten Mainz und diente als Vorbild für weitere nachfolgende Prachtbauten des Kurmainzer Adels.
Heute wird das Gebäude zum Teil vom Gutenberg-Museum genutzt, zudem befindet sich die Dienstwohnung des Mainzer Stadtschreibers dort.

## Beschreibung
Das Gebäude befindet sich an der Nordseite des Liebfrauenplatzes in der Mainzer Altstadt. Es ist Teil einer Häuserzeile, die westlich von der Seilergasse und östlich von der Rotekopfgasse begrenzt wird. Im Osten grenzt das Haus zum Goldenen Schwan an das Gebäude an, während im Westen seit den Zerstörungen im Zweiten Weltkrieg und den nachfolgenden Entscheidungen des Wiederaufbaus kein Gebäude mehr angrenzt, sondern die Seilergasse beziehungsweise der Liebfrauenplatz vergrößert wurden.
Das Haus zum Römischen Kaiser ist ein dreigeschossiger Steinbau bestehend aus einem fünfachsigen Mittelbau und zwei dreiachsigen Seitenflügeln. Die Seitenflügel verfügen über Volutengiebel die mit je einer Muschel oben abgeschlossen werden. Auffällig ist eine Asymmetrie in der Fassade. Der westliche Giebel ist durch auf Sockel stehenden Halbsäulen gegliedert, während der östliche auf dieses Element verzichtet. Über dem mittigen Portal im Mittelbau befindet sich in die beiden Obergeschoss ein als Dreiachtelschluss gestalteter Erker, der als oktogonaler Turm mit Laterne über der Attika weitergeführt wird. Die rechteckigen Doppelfenster sind im Erdgeschoss mit Segmentgiebel und im ersten Obergeschoss mit Dreiecksgiebeln bekrönt. Im zweiten Obergeschoss schließen sie hingegen mit einem geraden Sturz ab. Das Hauptportal wird von zwei auf Podesten mit Löwenköpfen stehenden toskanischen Säulen eingerahmt, die einen faszierten Architrav, glatten Fries und darüber einen Sprenggiebel tragen, der mittig vom Erker durchbrochen wird. Am Erker steht eine männliche Figur mit Plattenharnisch, Szepter, Hermelin und Krone, zu dessen Füßen der Kopf eines Türken und Kanonenkugeln liegen. Die Figur stellt möglicherweise dem römischen Kaiser Karl VI. dar und gibt dem Gebäude seinen heutigen Namen.

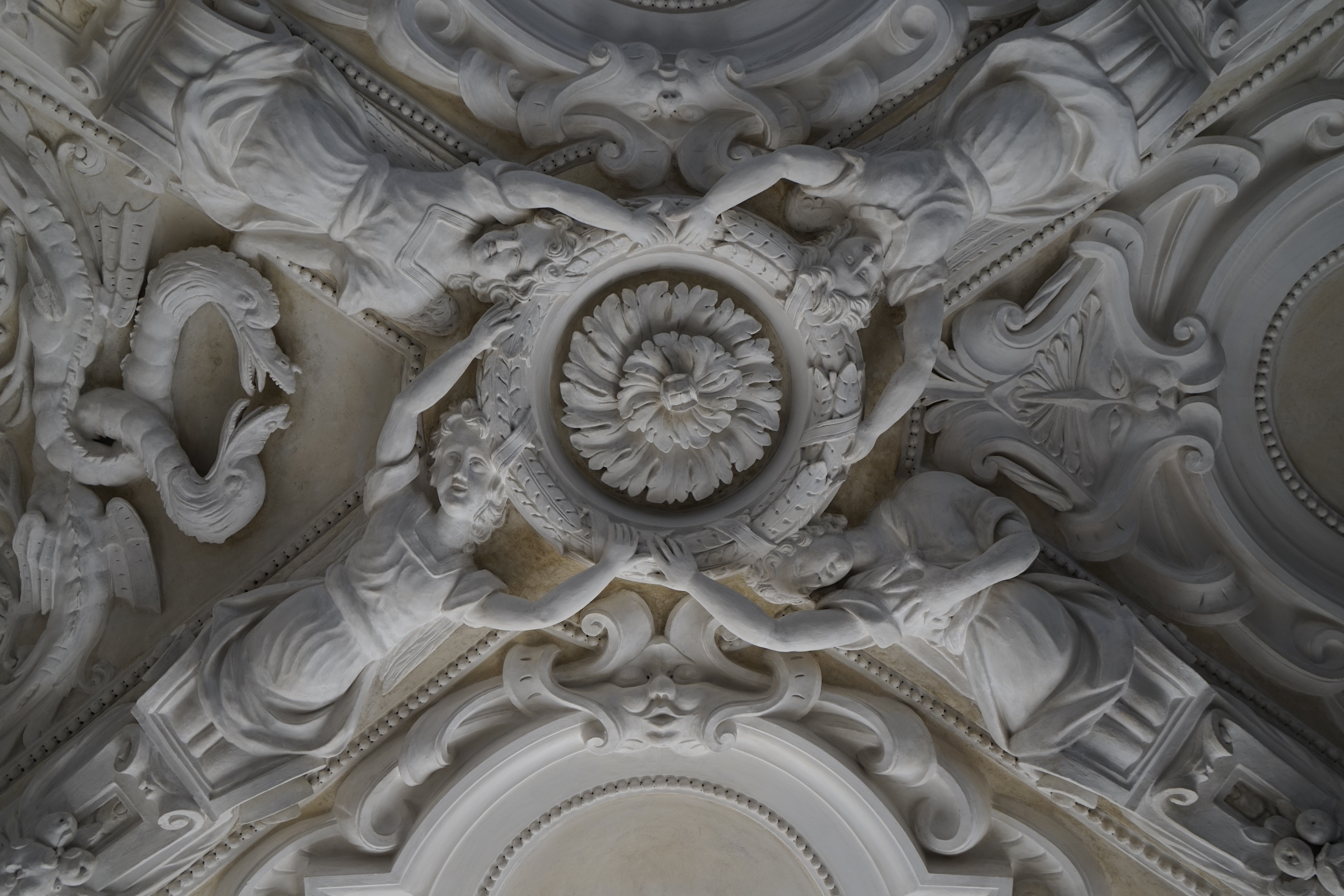
Stuckdecke in der Durchfahrt aus der Mitte des 17. Jhd. (2023)

Die Durchfahrt hinter dem Mittelportal ist mit einem flachen Kreuzrippengewölbe überspannt. Dieses ist mit einer aufwändigem, wuchtigem Stuck versehen. Auf den Gurten des Gewölbes sind Putten angebracht, die die Rosetten der Schlusssteine halten. In den Gewölbekappen sind Vögel angebracht, die teilweise groteske Formen aufweisen. In den Spiegelfeldern sind in barocke Rahmen ehemals Freskomalereien vorhanden gewesen.
In der Durchfahrt steht heute zudem ein 1827 in Sandstein ausgeführte Denkmal Johannes Gutenbergs von Joseph Scholl.

## Geschichte
1450 nahmen das Grundstück des heutigen Römischen Kaisers von West nach Ost die Häuser Zur Luzern, Zur kleinen Luzern, Zum großen und kleinen Stern, Zum roten Kopf ein. 1620 waren es die Häuser Zur Luzern, Zum kleinen Stern, Zum fröhlichen Mann (ehemals Zum großen Stern), Zum roten Kopf.
Das Stadtpalais wurde für den Großkaufmann, kurfürstlichen Rat und Rentmeister Edmund Rokoch aus Buir, der 1632 eingebürgert wurde, in der zweiten Hälfte des 17. Jahrhunderts in zwei Bauabschnitten erbaut. Dieser erwarb nach 1649 den Hof Zum Spiegel (später König von England), den er um 1657 zum Wohn- und Geschäftshaus neu ausgebaut hatte. Der westliche Teil des heutigen Römischen Kaisers, also die drei linken Achsen mit Giebel, gehörten ursprünglich zum Spiegel.
 

Bis 1664 wurde der Neubau Zum Marienberg errichtet, also der östliche Giebel und der Mittelbau. Hier wohnte Rokoch selbst und wird 1687 als Besitzer genannt.
Als prachtvolles Bürgerhaus nahm das Gebäude maßgeblichen Einfluss auf die Mainzer Architektur. So war es Vorbild für das Bischöfliche Palais und den Schönborner Hof.
Ab 1742 wurde das Gebäude unter dem neuen, bis heute verwendeten Namen Zum römischen Kaiser als Hotel genutzt, in dem unter anderem Mozart, Voltaire und Goethe als Gäste abstiegen. Im 19. Jahrhundert wurde im Mittelbau ein viertes Obergeschoss ergänzt, welches bereits vor dem Zweiten Weltkrieg wieder entfernt wurde.
Seit 1930 beherbergt das Gebäude das Gutenberg-Museum, das im Zweiten Weltkrieg völlig ausbrannte. 1960/61 wurde das Gebäude wiederaufgebaut und dient seit 1962 zusammen mit einem Neubau, der durch den Architekten Rainer Schell erbaut wurde, als Museum für Druckkunst. Es sind hier die Fachbibliothek, die Restaurierabteilung und Verwaltung des Museums sowie die Gutenberg-Gesellschaft untergebracht.
Im Jahr 2005 begann die „Gebäudewirtschaft Mainz“ mit finanzieller Unterstützung des Denkmal-Netzwerks Mainz, der Deutschen Stiftung Denkmalschutz und der Generaldirektion Kulturelles Erbe Rheinland-Pfalz eine dringend notwendige Fassadensanierung. Sie kostete rund 460.000 Euro und wurde 2009 beendet. Im Oktober 2009 erlitt der Stuckschmuck Wasserschäden, so dass Teile der Stuckatur abfielen; inzwischen wurden die Schäden beseitigt.